# Brown University
Brown University er et amerikansk universitet grundlagt i 1764 og beliggende i byen Providence, Rhode Island, den tredjestørste by i New England (USA). Universitetet er med i den prestigefulde Ivy League.